# Distrito histórico comercial de Brewton
El Distrito histórico comercial de Brewton es un distrito histórico ubicado en Brewton, Alabama, Estados Unidos.

## Descripción
El distrito se centra sobre la ruta federal 31. Durante su apogeo fue el distrito comercial más grande por donde pasaba el ferrocarril entre Montgomery y los puertos de Pensacola y Mobile en la costa del golfo. El distrito tiene una extensión de 13 acres (5.3 ha) y fue la primera zona comercial de la ciudad; la mayoría de las estructuras datan de finales del siglo XIX y principios del XX. Contiene 47 propiedades. Fue agregado al Registro Nacional de Lugares Históricos el 15 de marzo de 1982.